# Issoria paradoxa
Issoria paradoxa är en fjärilsart som beskrevs av Fuchs 1899. Issoria paradoxa ingår i släktet Issoria och familjen praktfjärilar. Inga underarter finns listade i Catalogue of Life.